# Тейлор, Роберт Лав
Роберт Лав Тейлор (англ. Robert Love Taylor; 31 июля 1850 — 31 марта 1912) — американский политик, писатель и лектор, который отслужил три срока на посту губернатора Теннесси (1887—1891, 1897—1899), после чего перешёл в Сенат США (1907-1912). Он так же был членом Палаты представителей США с 1879 по 1881 год. Как политик, Тейлор умел примирить враждующие фракции демократической партии, что помогло ей избегать раскола в кризисные периоды.
Помимо политики, Тейлор выступал с публичными лекциями и издавал журнал. В 1890-х он издал несколько сборников своих лекций и коротких рассказов, а так же был одним из редакторов журнала Taylor-Trotwood Magazine.
У Тейлора был родной брат, Альфред Тейлор, впоследствии тоже губернатор Теннесси.

## Ранние годы
Тейлор родился в Хэппи-Велли, в округе Картер, и был третьим сыном Натаниеля Грина Тейлора, конгрессмена и методистского проповедника, и его жены, известной пианистки Эммелины Хейнс. Его отец был членом партии вигов, проиграл Эндрю Джонсону выборы в Конгресс в 1849 году, но прошёл в Конгресс в 1854 году. Семья его матери поддерживала Демократическую партию, а её брат Лэндон Картер Гейнс был известным политиком-демократом. Роберт Тейлор последовал мировоззрению матери и стал демократом, а его брат Альфред последовал мировоззрению отца и стал вигом, а впоследствии республиканцем.
Тейлор-старший в годы гражданской войны был сторонником Севера, и когда армия Конфедерации заняла Восточный Теннесси, он переехал с семьёй в Филадельфию. В 1864 году братья Тейлоры поступили в Пеннингтонскую семинарию в Нью-Джерси. В 1867 году семья Тейлоров переехала в Вашингтон, где Роберт поступил на службу в федеральное Казначейство. В 1869 году Тейлоры вернулись в Теннесси, где Роберт поступил в Институт Буффало и потом в Уэслеан-Колледж. 

### Статьи
- Lane L. Boutwell. The Oratory of Robert Love Taylor (англ.) // Tennessee Historical Quarterly. — Tennessee Historical Society, 1950. — Vol. 9, iss. 1. — P. 10-45.